# Ahsoka Tano
Ahsoka Tano je fiktivní postava z filmové série Star Wars pocházející z druhu Togruta. Objevila se poprvé jako 14letá padawanka (učednice) v animovaném filmu Star Wars: Klonové války (2008) a následně ve stejnojmenném seriálu (2008–2014, 2020), po němž přišel sequelový animovnaý seriál Star Wars Povstalci (2014–2018) a hraný film Star Wars: Vzestup Skywalkera (2019), v němž zaznělo jen její hlasové cameo. Vrátila se opět v animované minisérii Star Wars: Příběhy rytířů Jedi (2022), jejíž pokračování bylo ohlášeno na rok 2024. Mezitím byla v roce 2020 zapojena také do druhé řady hraného seriálu Mandalorian, kde ji ztvárnila Rosario Dawson, stejně jako v následném seriálu Boba Fett: Zákon podsvětí (2022) a pak i vlastní hrané minisérii Ahsoka (2023).
Narodila se v roce 36 BBY na planetě Shili matce Pav-ti a otci Nak-il. Ve třech letech rozpoznal její napojení na Sílu mistr Jedi Plo-Koon, který jí odvedl do chrámu Jedi. Za Klonových válek byla členkou řádu Jedi v hodnosti padawan. Mistr Yoda rozhodl o jejím přiřazení k Anakinu Skywalkerovi, u kterého měla být jako padawanka.

## Klonové války
Anakin o ní hned z počátku pochybuje, hlavně kvůli jejímu nízkému věku, ale po odstranění energetického štítu při jedné z bitev ji nakonec přijme a spolu s ní zachrání Rotta, syna lorda Jabba Hutta z Tatooine. Po útěku z planety, kde byl malý Rotta (Ahsoka s Anakinem mu říkali Smraďoch podle jeho puchu), se utkali s Asajj Ventress, žákyní hraběte Dooku se dvěma zahnutými rudými meči. Nejdřív se pokoušejí dostat na jediský křižník, ale po nezdařeném pokusu odlétají na Tatooine. Tam se Anakin utká s Hrabětem Dooku a Ahsoka s droidy MagnaGuard. Dooku ale namluvil Jabbovi, že ho chce Anakin zabít. Poté však přijde holografická zpráva od senátorky Padmé Amidaly, ve které se Jabba dozví pravdu a oba jedie propustí.
Ahsoka se potom zúčastní mnoha bitev, například Bitvy u Gwori či Bitvy u Teth. Utká se i s Generálem Grievousem.Jako jedna z mála s ním souboj přežije. Bohužel Ahsoka při výslechu vězně bude obviněna za vraždu a po této události bude znovu obviněna za další vraždu tentokrát klonů. Dál tedy utíká na cestu kde se snaží očistit své jméno. Nakonec bude chycena a následně zbavena funkce padawana. Postihl by jí i trest smrti Kdyby na poslední chvíli Anakin nenašel viníka. Řád Jedi ji dal šanci stát se znovu padawankou Anakina Skywalkera, ale nakonec však řád Jedi opustí. Po opuštění řádu se rozhodne pomoci Bo-Katan Kryze a mandalorianům v boji proti Darth Maulovi. Ahsoka se rozhodne letět za jedii Anakinem Skywalkerem a Obi-Wanem Kenobim, které žádá o vojenské posily. Obi-Wan jí sděluje, že musí vyčkat rozhodnutí rady. Nakonec je svoleno ke kompromisu. Velitel Rex je povýšen do hodnosti komandéra a velí klonovým jednotkám. Na Mandalore se jim podaří zajmout Darth Maula a přesouvají ho zpátky na hvězdný destruktor. Při letu na Coruscant je zastihne vydání rozkazu 66. V důsledku toho se všichni klonoví vojáci obrátí proti Ahsoce a chtějí ji popravit. Jí se podaří plán, v rámci kterého nejprve pustila Darth Maula na svobodu, a pak zajala velitele Rexe a odstranila mu čip, který ho nutí Ahsoku zabít. Společně se jim potom podařilo utéct.

## Impérium
Dlouhou dobu po ni nebyla ani zmínka a Darth Vader (její bývalý mistr) už ani nevěřil že žije. Potom se však objevila v seriálu Star Wars Povstalci (odehrávající se mezi epizodou 3-4) kde se ukázala už jako dospělá. Používala 2 bílé světelné meče a přidala se k povstání kde pomáhala Jediovi Kananovi s výukou jeho Padawana Ezry. Ahsoka nejdřív nevěděla, kdo je ten tajemný Darth Vader, ale jednou mu pohlédla do mysli a z hrůzou zjistila pravdu o tom kdo to skutečně je. Nechtěla uvěřit faktu, že její starý mistr stojí za vyvražděním chrámu Jedi. Po tomto odhalení se jen čekalo na to, až tito dva spolu zkříží své světelné meče což se nakonec opravdu stalo v závěrečné epizodě 2. série „Soumrak učedníka, část 2“. (Do této epizody byl zapleten i Darth Maul). Vader i Ahsoka bojovali bez ustání ale Vader Ahsoku odhodil Sílou a chtěl zabít Ezru, což však Ahsoka nedopustila a v poslední chvíli mu světelným mečem prosekla masku. Ahsoka už vyčerpáním jen dýchala a nejednou za sebou uslyšela jak Vader říká její jméno ale napůl svým Vaderovským hlasem a napůl hlasem Anakina Skywalkera. Ahsoka se rychle otočila a spatřila že Vaderova maska je rozříznutá a vidí Anakinovu půlku obličeje. „Ahsoko“ řekl ještě jednou. Ona na to: „neopustím tě. Tentokrát ne.“ Vader chvíli přemýšlel a potom řekl: „pak...tady zemřeš.“ Vytasil světelný meč a švihl po Ahsoce. Ta také začala bojovat a jelikož byli ve vybuchujícím chrámu, který se měl každou chvílí zhroutit a Ezra se pro ni chtěl vrátit, ona ho však odhodila Silou a tím sebe nechala  na pospas osudu… (v závěrečné scéně je vidět, že Vader výbuch přežil a v průrvě do chrámu se chvíli objeví silueta postavy. Po rozborech a přibližování se potvrdilo že jde opravdu o Ahsoku) Na konci 4.série Star Wars Povstalci jí Ezra Bridger zachrání časovým portálem. Po pádu Impéria se vydala s Sabinou Wren najít zmizelého Ezru.

## Nová republika
Podle seriálu Mandalorian asi pět let po pádu Impéria bojovala Ahsoka na planetě Corvus proti bývalé imperiálce a místodržící města Kalodan Morgan Elsbeth, která vykořisťovala místní obyvatelstvo a od které Ahsoka potřebovala získat informaci o tom kde je velkoadmirál Thrawn. Během toho ji v divočině Corvusu vyhledal Mandalorian Din Djarin, aby jí předal nalezence, dítě jménem Grogu citlivé na Sílu a stejného druhu jako mistr Yoda. Ahsoka odmítla dítě cvičit, ale Din se s ní dohodl, že když ji pomůže porazit Elsbeth, Ahsoka dítě vycvičí. Společně porazili všechny vojáky ve městě až zbyla jen Elsbeth s kterou se Ahsoka utkala v souboji, který vyhrála. Poté se zeptala, kde je Thrawn, ale scéna skončila a diváci neví jak Elsbeth odpověděla. Následující den se ve městě začalo slavit a byl vybrán nový slušný místodržící, Din se vydal ke své lodi, aby se rozloučil s Groguem a předal ho Ahsoce, ta však znovu odmítla a poslala ho na planetu Tython, kde má dítě pomocí trosek chrámu Jedi a Síly najít v galaxii vhodného mistra. 
Nějakou dobu poté v seriálu o Boba Fettovi se Ahsoka setkala s Lukem Skywalkerem, synem svého mistra, Anakina. Ten v té době právě cvičil Grogua, který si Luka našel skrze Sílu. Grogua přišel navštívit Din, ale Ahsoka ho přesvědčila, ať to nedělá, protože kdyby ho Grogu viděl zhoršilo by to jeho pocity s odloučení a tak i ztížilo jeho výcvik. Poté Ahsoka ještě Lukovi poskytla radu jak cvičit Grogua a odešla. 